# Zvoriștea
Zvoriștea è un comune della Romania di 6 164 abitanti, ubicato nel distretto di Suceava, nella regione storica della Moldavia. 
Il comune è formato dall'unione di 8 villaggi: Buda, Dealu, Poiana, Slobozia, Stînca, Stîncuța, Șerbănești, Zvoriștea.